# Arbois (Jura)
Arbois [aʁbwa] ist eine französische Gemeinde in der Region Bourgogne-Franche-Comté im Département Jura. Die Hauptstadt des gleichnamigen Kantons Arbois gehört zum Arrondissement Dole und liegt in einer Höhe von 350 Metern über dem Meeresspiegel. Das Gemeindegebiet wird vom Fluss Cuisance durchquert. Der Ort hat 3146 Einwohner (Stand: 1. Januar 2022), die Arboisiens resp. Arboisiennes genannt werden.

## Bevölkerung
| Jahr                       | 1968 | 1975 | 1982 | 1990 | 1999 | 2006 | 2008 | 2017 |
| -------------------------- | ---- | ---- | ---- | ---- | ---- | ---- | ---- | ---- |
| Einwohner                  | 4209 | 4089 | 3998 | 3900 | 3698 | 3509 | 3471 | 3314 |
| Quellen: Cassini und INSEE |      |      |      |      |      |      |      |      |

## Geschichte

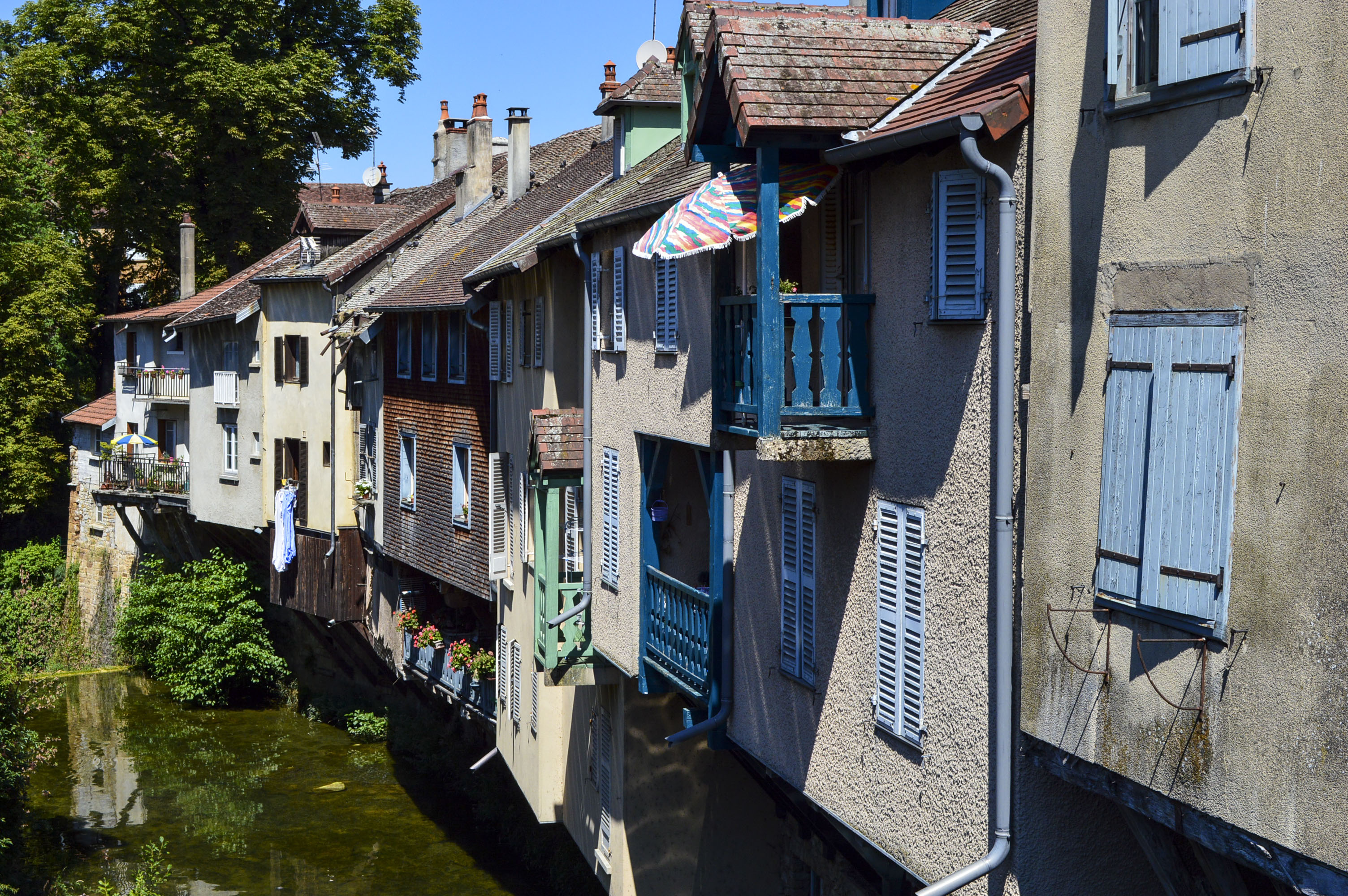
Häuser am Flussufer

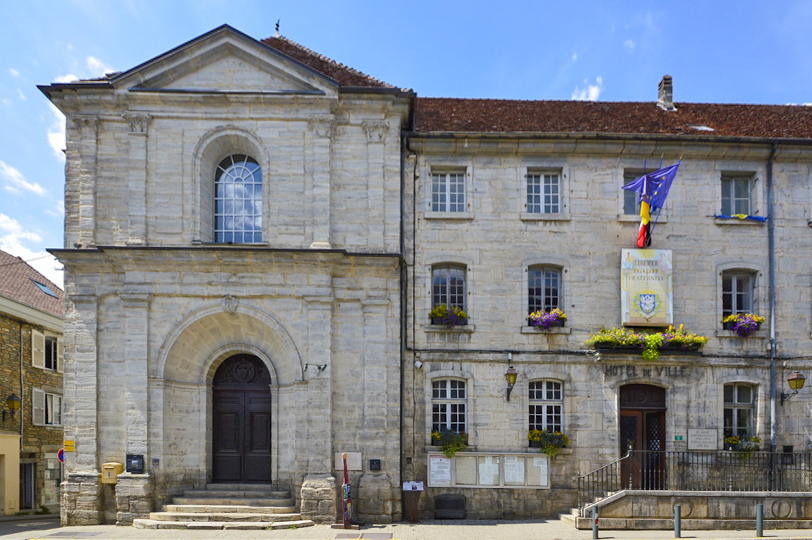
Hôtel de ville (Rathaus)

Als Ort in der Franche-Comté (Freigrafschaft) gehörte Arbois seit 1033 zum Heiligen Römischen Reich, und dort aufgrund des Vertrages von Senlis seit 1493 zu Vorderösterreich und seit 1512 zum damals geschaffenen Burgundischen Reichskreis. Im Achten Hugenottenkrieg nahmen 1595 französische Truppen unter dem Kommando von Charles de Gontaut die Stadt ein und erpressten eine hohe Brandschatzung. Im Dreißigjährigen Krieg wurde Arbois als habsburgische Stadt 1638 erneut von französischen Truppen angegriffen und niedergebrannt. Im Devolutionskrieg wurde Arbois 1668 zum dritten Mal von französischen Truppen erobert. Durch den Frieden von Nimwegen trat das Heilige Römische Reich 1679 die Freigrafschaft Burgund an Frankreich ab; seither ist Arbois französisch.
Während der Deutschen Besetzung Frankreichs im Zweiten Weltkrieg verlief die Demarkationslinie zwischen dem besetzten und dem „freien“ Teil des Landes durch die Gemeinde Arbois. Da auch Verlobte zum Zweck der Eheschließung diese Grenze nicht überqueren durften, organisierte Bürgermeister Lefort eine Trauung über die Demarkationslinie hinweg. Unter der Aufsicht deutscher Zöllner gaben sich der im besetzten Teil lebende Charles d’Have und seine junge Braut am 27. Dezember 1941 an einem Grenzpfosten das Jawort, wobei sich ihr Körperkontakt auf einen Händedruck beschränken musste. Der 1917 in Paris geborene Résistancekämpfer Elie Monteils organisierte für die kommunistischen Francs-tireurs et partisans (FTP) ab September 1943 den Widerstand gegen die Deutschen in Arbois und Mont-sous-Vaudrey. Am 26. Februar 1944 wurde er im Befreiungskampf um Arbois verletzt.

## Weinbau

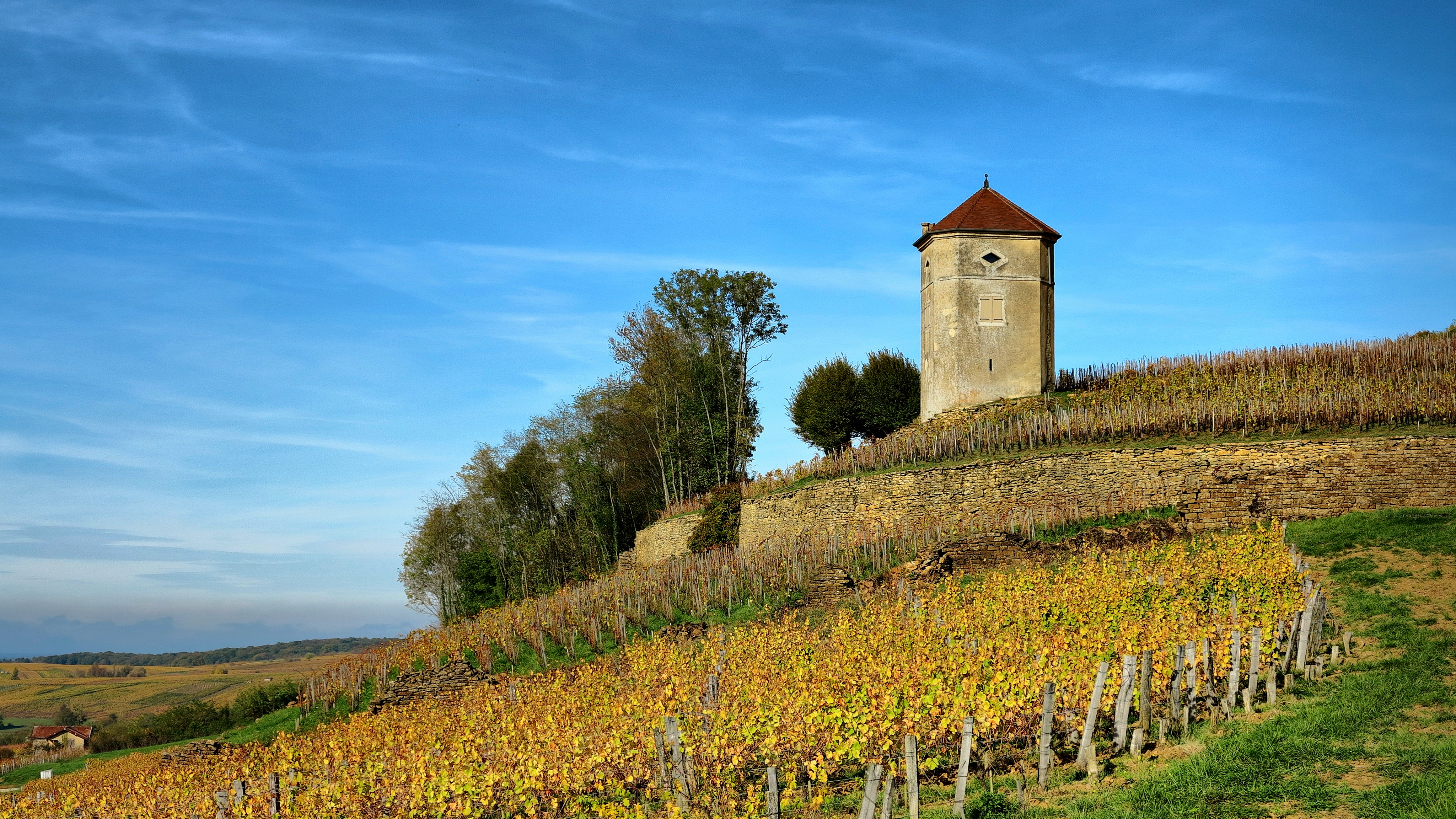
Tour Canoz inmitten eines Weinbergs

Wichtigster Wirtschaftsfaktor in Arbois ist der Weinbau. Die Stadt ist der Mittelpunkt der gleichnamigen Appellation im Weinbaugebiet Jura mit etwa 842 Hektar Rebfläche, zu der neben Arbois selbst auch das benachbarte Dorf Pupillin gehört (Weine von dort tragen die Bezeichnung Arbois Pupillin).
Die Appellation Arbois ist 13 Gemeinden in der Region um das Städtchen Arbois zuerkannt. Im Jahr 2002 wurden auf der gesamten Rebfläche 22 521 Hektoliter Rot- und Roséwein, 14 516 hl Weißwein sowie 539 hl Vin de Paille und 260 hl Crémant hergestellt. Sie ist damit die bedeutendste Appellation des Jura, wenngleich sie als Enklave innerhalb der Côtes du Jura liegt.
Die Weißweine bestehen aus den Rebsorten Savagnin (andernorts Traminer genannt), Chardonnay und Pinot blanc (siehe Arbois (Rebsorte)).
Bei den Rotweinen dominieren die gebietstypischen Rebsorten Poulsard (auch Plussard genannt) und Trousseau, des Weiteren wird Pinot noir verwendet. Außerdem werden Roséweine erzeugt. Zu Schaumwein verarbeitet kommen die Weine von Arbois als Arbois mousseux in den Handel. Eine Spezialität der Region ist der Vin Jaune aus der Savagnin-Rebe, der im Geschmack an einen trockenen Sherry erinnert und 50 Jahre oder länger lagerfähig ist. In kleinen Mengen wird außerdem ein Strohwein, der Vin de paille produziert. Ein weiteres lokales Produkt ist der Macvin, ein Likörwein mit 20 % Alkohol und einer hohen Restsüße.
Bekannte Produzenten sind Lucien Aviet, Maurice Chassot, Domaine de la Croix d’Argis, Fruitière Vinicole de Pupillin, Domaine Michel Geneletti, Jean Pierre et Marie-France Ligier, Jean-François Nevers, Daniel Overnoy-Crinquand, Domaine Pierre Overnoy, Domaine de la Pinte, Jacques Puffeney, Domaine Rolet und Jacques Tissot. Der bedeutendste Négociant (Weinhändler) der Region mit Sitz in Arbois ist Henri Maire, der rund die Hälfte der Jura-Produktion einkauft, verschneidet, produziert und auch vertreibt. Sein Markenwein „Vin Fou“ (auf Deutsch „verrückter Wein“ – ein Vin Jaune) ist in ganz Frankreich bekannt. Ihm gehören auch die zwei Weingüter Domaine de la Grange Villard und Domaine du Sorbief.
Am ersten Sonntag im September wird das Fest Biou in Arbois gefeiert.
Arbois ist eingebettet in das Weinland Jura. Vom Norden bis zum Süden des Departements Jura erstreckt sich ein 80 km langer Landstrich mit den Weinbergen des Revermont. Man nennt dieses Gebiet mit all seinen Schätzen „Le Bon Pays“, das gute Land: vier AOC Appellationen (Côtes du Jura, L’Étoile, Arbois und Arbois-Pupillin, Château-Chalon), zwei Produktsiegel AOC (Crémant du Jura und Macvin du Jura) und fünf Rebsorten (Chardonnay, Savagnin, Poulsard, Trousseau und Pinot Noir) legen Zeugnis ab von der Vielfalt des regionalen Weinbaus. Arbois, Salins und Poligny bilden das goldene Dreieck, das unter den Liebhabern hervorragender bodenständiger Produkte aus dem Terroir bestens bekannt ist. Château-Chalon, Heimat des Gelbweines, Pupillin, Hauptstadt eines Ploussard, der davon lebt, anders zu sein, und Gevingey oder Rotalier sind typische Weinbaudörfer im Süden des Weinbaugebiets des Jura.
Schriftstücke belegen die Weinbauaktivitäten in der Gegend bereits seit dem 10. Jahrhundert in Arbois und seit dem 16. Jahrhundert in Château-Chalon. Weine aus der Region wurden schon zur Renaissancezeit in Trinkliedern gepriesen. Über Jahrhunderte hinweg entwickelten die adligen Grundbesitzer Techniken zur Herstellung eines hervorragenden Weins. Neben den großen Betrieben gibt es auch bescheidene Unternehmer, die sich bereits seit 1906 zu Genossenschaften zusammengeschlossen haben. Die Genossenschaft „Coopérative Fruitière Vinicole d’Arbois“ war die erste, die in Frankreich gegründet wurde. Auch heute noch schließen sich die Winzer des Jura in den verschiedensten Organisationen zusammen und gründen so Appellationen mit dem AOC-Gütesiegel. Arbois war das erste Weinbaugebiet, das dieses Gütesiegel am 15. Mai 1936 verliehen bekam, gefolgt von Château-Chalon, das sich nur wenige Tage später damit schmücken durfte.
Den Weinbau im Jura prägten (unter anderen):
- Pierre-Marie Alexis Millardet, Erfinder der Kupferkalkbrühe (Bordeauxbrühe) zur Ungezieferbekämpfung
- Charles Rouget, Verfasser einer bemerkenswerten Rebsortenkunde mit allen im Jura vertretenen Rebsorten
- Joseph Girard, Verfechter der Anerkennung des AOC-Gütesiegels

## Sehenswürdigkeiten
Siehe: Liste der Monuments historiques in Arbois (Jura)

## Städtepartnerschaft
Arbois ist mit Hausach in Baden-Württemberg (seit 1974) und Douroula in Burkina Faso partnerschaftlich verbunden.

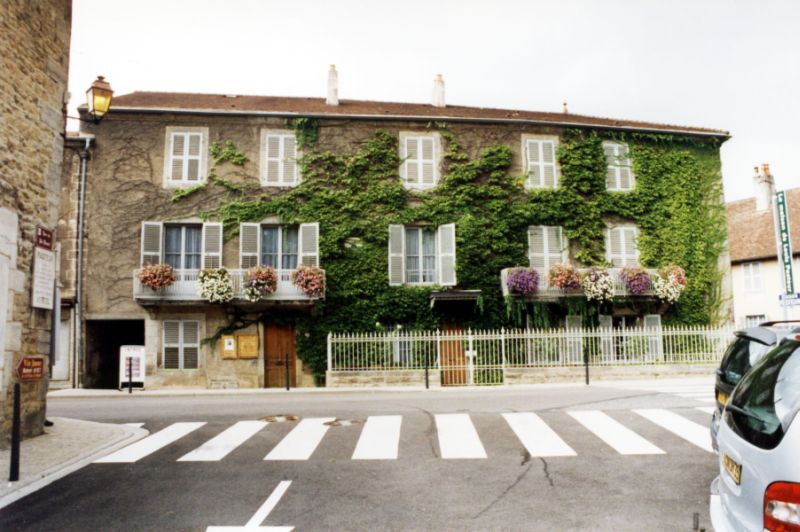
Wohnhaus und Labor von Louis Pasteur (heute Museum)

## Persönlichkeiten
- Jean-Charles Pichegru (1761–1804), General der Revolutionskriege
- Jean-François Moyne (1801–1854), Ordensgründer
- Louis Pasteur (1822–1895), der berühmte Mikrobiologe, geboren in Dole, verbrachte einen Großteil seiner Kindheit in Arbois und kehrte später regelmäßig in die Stadt zurück. Seine Arbeiten über die Gärung des Weins machten ihn zum „Vater“ der modernen Önologie. Das frühere Wohnhaus der Familie, das Maison de Louis Pasteur, ist heute Museum und eine der wichtigsten Sehenswürdigkeiten des Ortes.
- Auguste Pointelin (1839–1933), Landschaftsmaler
- Jean-Luc Bouilleret (* 1953), römisch-katholischer Geistlicher, Erzbischof von Besançon ab 2013
- Isabelle Mancini (* 1967), Skilangläuferin